# 捜し屋禿鷹登場!!
（『はげ』はひらがなが正しい）
『捜し屋はげ鷹登場!!』（さがしやはげたかとうじょう）は、さいとう・たかをのハード・アクション漫画である。1968年「ビッグコミック」掲載。

## 登場人物
鷹木ゆかり（たかぎ・ゆかり）
捜し屋。元ボクサー。「北垣法律事ム所」に居候している。事務所所員曰く「事務所の経費を一番使っている」男。女性のような名前であるが、これは姉の名前を継いでいるからである。
古市つね子（ふるいち・つねこ）
バー・メッツェンに勤めている。ゆかりの恋人。愛称「ネコちゃん」。
北垣寿男（きたがき・としお）
「北垣法律事ム所」所長。ゆかりの大学時代の先輩である（所属はボクシング部）。従兄弟の一人に北垣助教授がいる。
ゆかりに対しては、時に冷たく、時に優しい。
酒井正（さかい・ただし）
「北垣法律事ム所」所員。ゆかりとは犬猿の仲であり、彼からは「秀才君」と呼ばれている。
性格は真面目で厳然とした表情を崩さない。